# 社台グループオーナーズ
社台グループオーナーズ（しゃだいグループオーナーズ）とは、社台グループによって馬主に提供される競走馬の共有馬主制度（オーナーズクラブ）である。

## 概要
社台グループオーナーズでは、中央競馬（JRA）および地方競馬（NAR）の馬主登録を有する者（または新規に馬主登録をする者）に、社台グループの牧場（社台ファーム、ノーザンファーム、追分ファーム）から提供される競走馬の共有持分を販売する。販売募集馬は、入厩先・購入に必要な馬主登録の種別によって中央競馬オーナーズと地方競馬オーナーズに分かれている。
持分のうちの1口以上は共有馬の提供牧場（社台ファーム吉田照哉、ノーザンファーム吉田勝己、追分ファーム吉田晴哉）が所有して共有代表馬主となり、JRA・NARに所属する共有馬は共有代表馬主の個人名義で登録され、その勝負服で走る。共有持分を購入した馬主との間で締結される売買契約の特約に基づいて、当該共有馬の入厩先や出走レースの選択を共有代表馬主が担当する。

## 主な所有馬
中央競馬オーナーズ重賞勝ち馬一覧、地方競馬オーナーズ重賞勝ち馬一覧および共有馬情報による。

### 現役馬

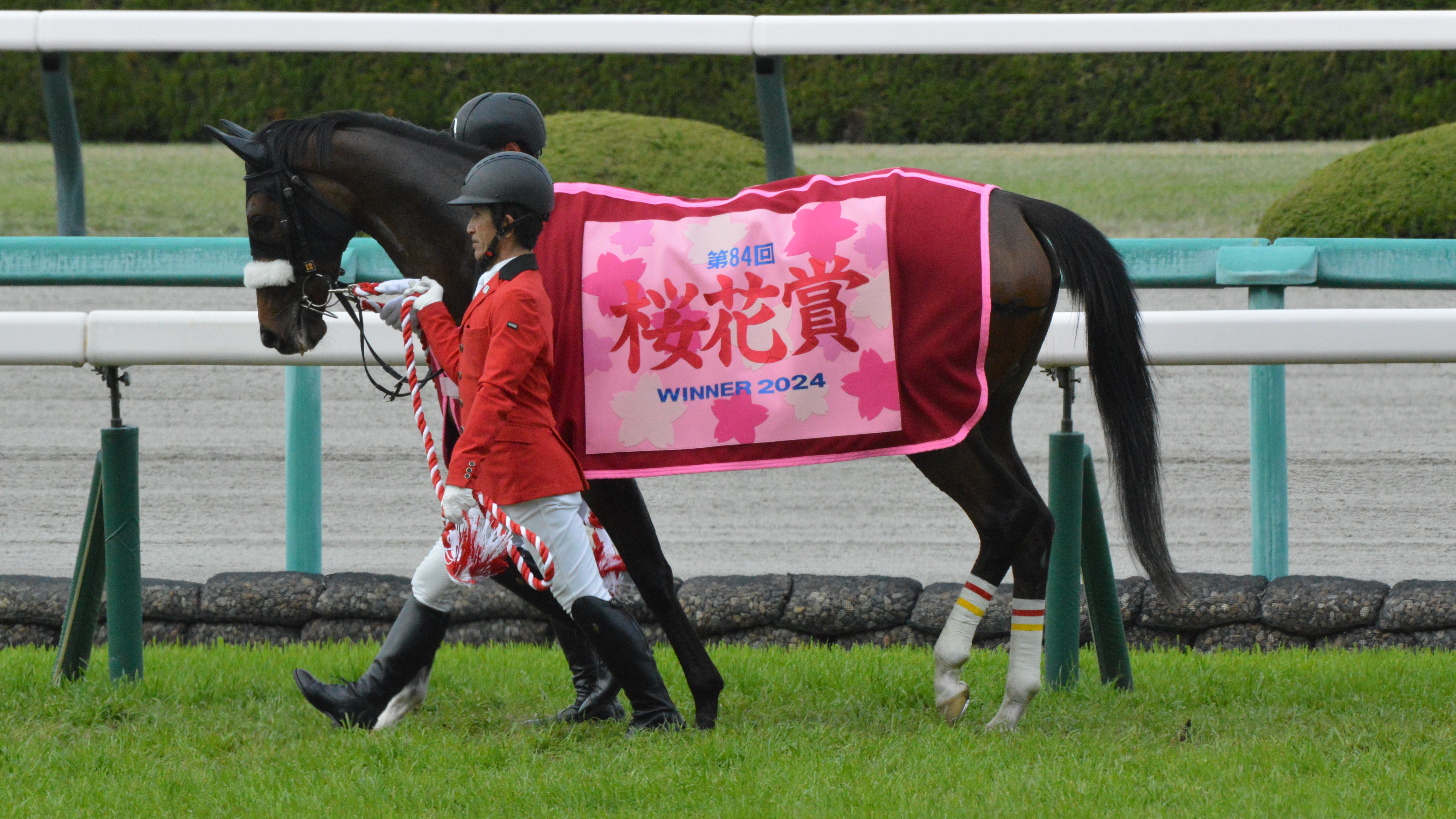
ステレンボッシュ

#### 吉田照哉名義
- クラウンプライド（UAEダービー、コリアカップ2回、マーキュリーカップ）

#### 吉田勝己名義
- ヴェイルネビュラ（阪神スプリングジャンプ）
- コスタノヴァ（フェブラリーステークス、根岸ステークス）
- ステレンボッシュ（桜花賞）
- スマイルスルー（京都ジャンプステークス、小倉ジャンプステークス）
- メルキオル（ブルーバードカップ）
- イミグラントソング（ニュージーランドトロフィー）

#### 吉田晴哉名義
- ロスコフ（小倉サマージャンプ）

### 引退馬

#### 吉田照哉名義
G1級競走優勝馬

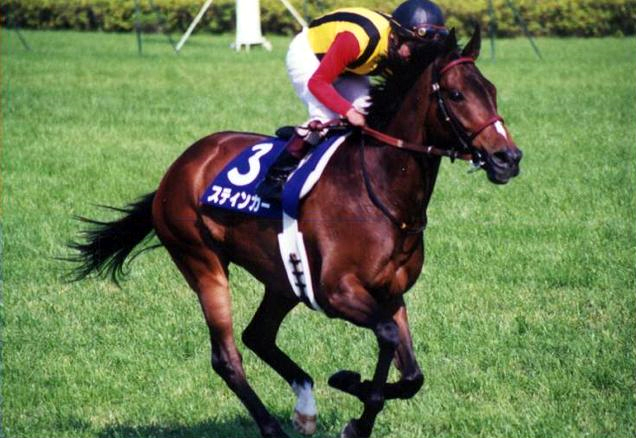
スティンガー

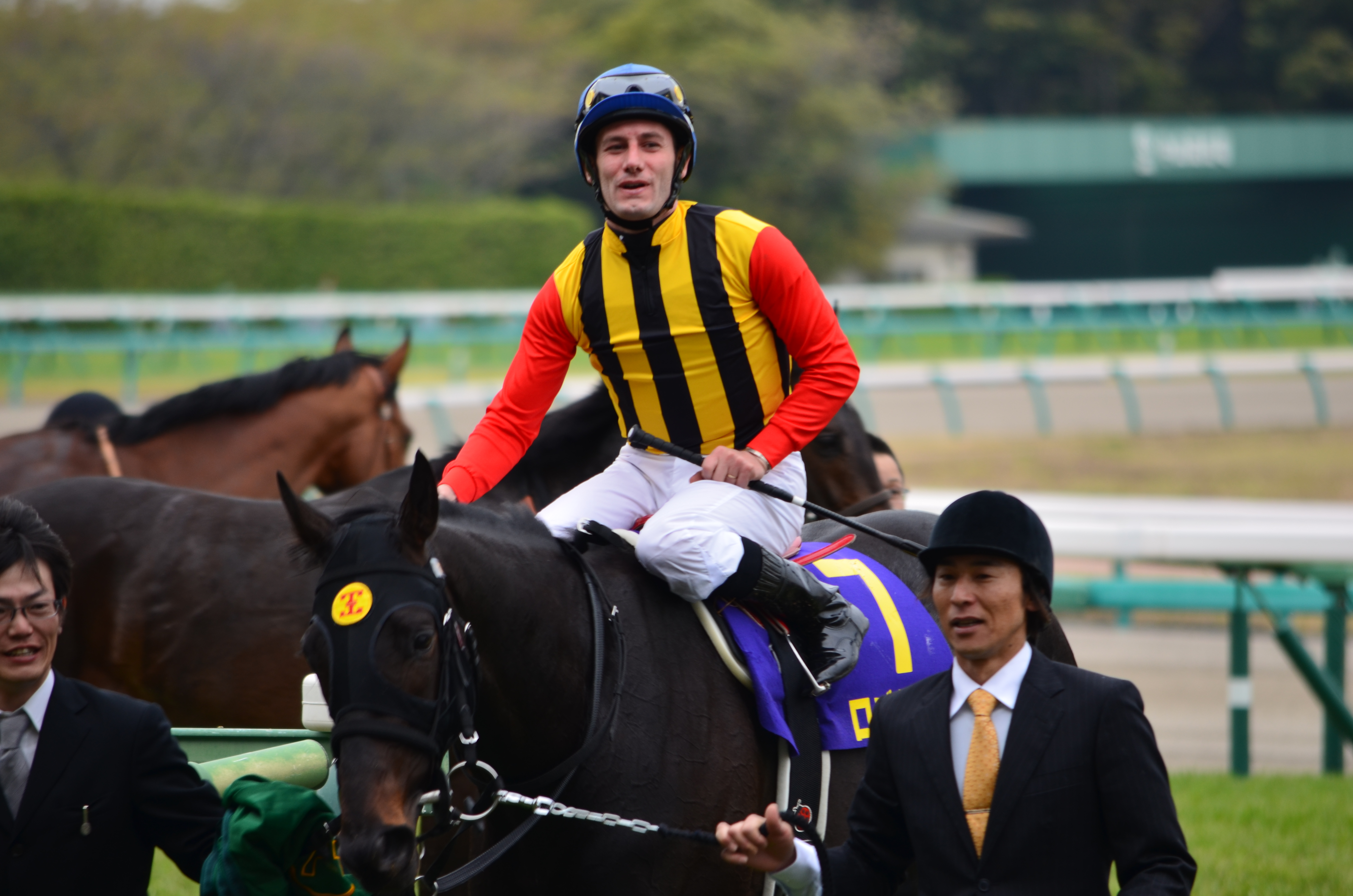
ロゴタイプ

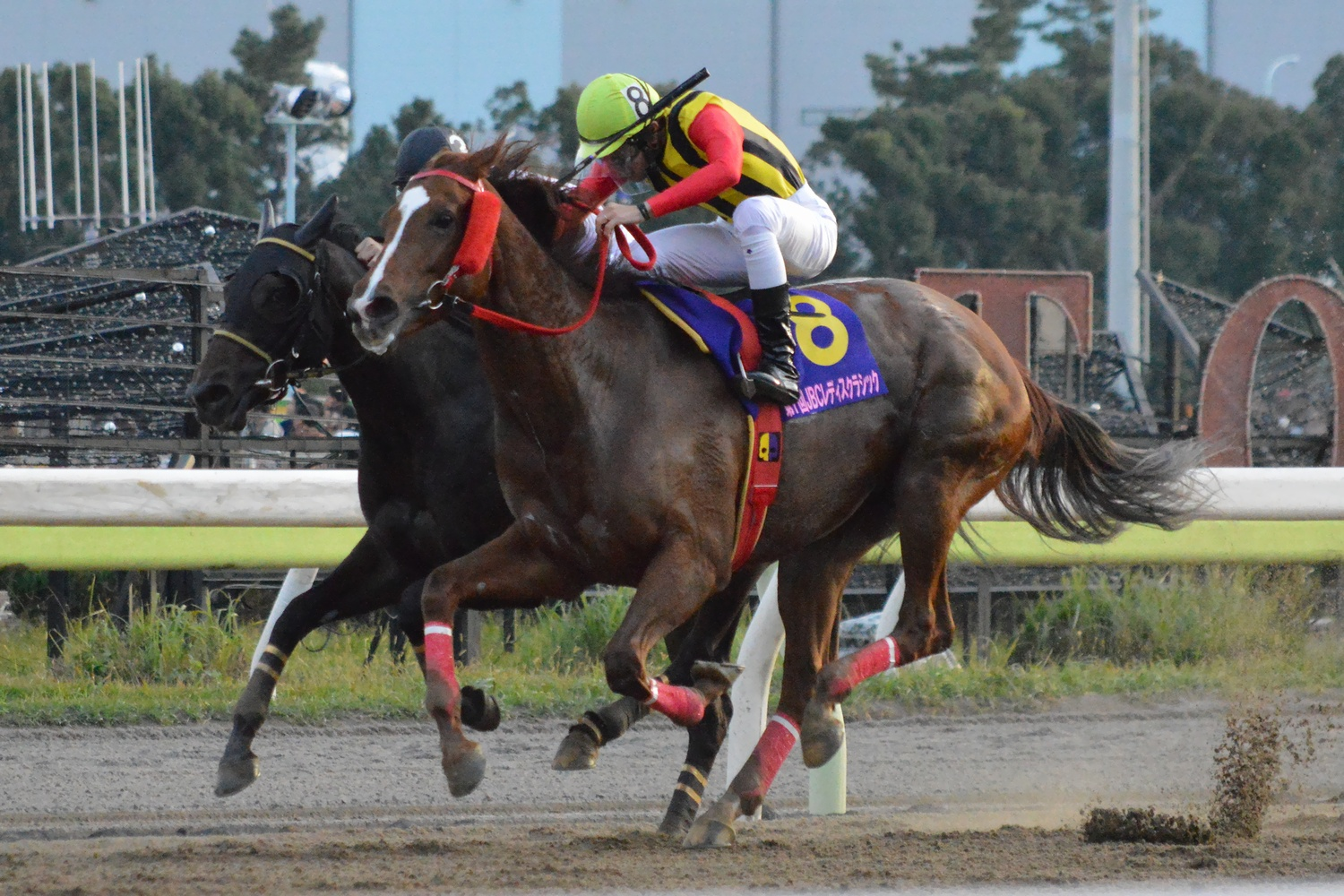
ララベル

- スティンガー（阪神3歳牝馬ステークス、サンケイスポーツ賞4歳牝馬特別、京王杯スプリングカップ2回、京都牝馬特別）
- デュランダル（マイルチャンピオンシップ2回、スプリンターズステークス）
- フレンドシップ（ジャパンダートダービー）
- マグニフィカ（ジャパンダートダービー）
- スクリーンヒーロー（ジャパンカップ、アルゼンチン共和国杯）
- エリンコート（優駿牝馬）
- ストロングリターン（安田記念、京王杯スプリングカップ）
- ロゴタイプ（安田記念、皐月賞、朝日杯フューチュリティステークス、スプリングステークス）
- ララベル（JBCレディスクラシック）

グレード制重賞競走優勝馬
- ムービースター（中山記念、金鯱賞、北九州記念、中京記念）
- ノーモアスピーディ（京成杯）
- ブロードマインド（中山大障害･春、中山大障害･秋、東京障害特別･春、東京障害特別･秋）
- ベストタイアップ（中山金杯2回、東京新聞杯）
- サイレントハピネス（サンケイスポーツ賞4歳牝馬特別、ローズステークス）
- アイリッシュダンス（新潟大賞典、新潟記念）
- ノーザンレインボー（中山大障害･春、東京障害特別･秋）
- マニックサンデー（サンケイスポーツ賞4歳牝馬特別）
- ユメノシルシ（新潟記念）
- エクセラントカーヴ（京成杯オータムハンデキャップ）
- タッチミーノット（中山金杯）
- スプリングソング（京阪杯）
- ミラクルレジェンド（エンプレス杯、JBCレディスクラシック2回、レパードステークス、クイーン賞、レディスプレリュード2回、マリーンカップ）
- パドトロワ（アイビスサマーダッシュ、キーンランドカップ）
- ザレマ（京成杯オータムハンデキャップ）
- ワイルドフラッパー（エンプレス杯、マリーンカップ）
- カラクレナイ（フィリーズレビュー）
- サラス（マーメイドステークス）
- プールヴィル（フィリーズレビュー）

その他
- サウンズオブアース

#### 吉田勝己名義
G1級競走優勝馬

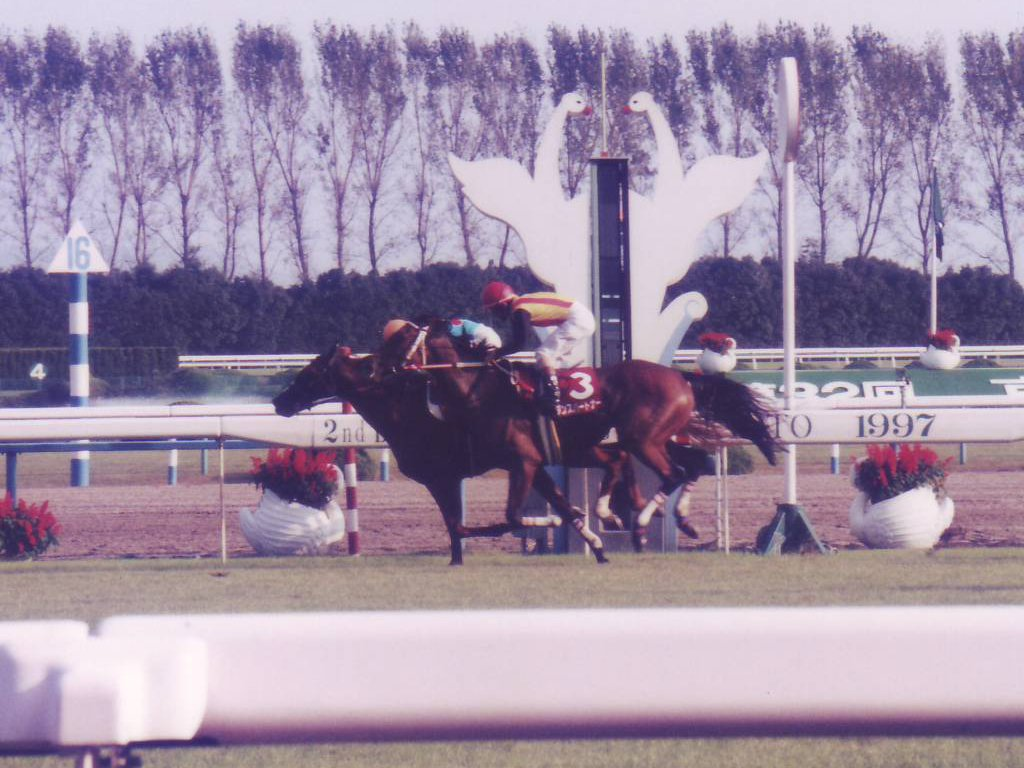
ダンスパートナー

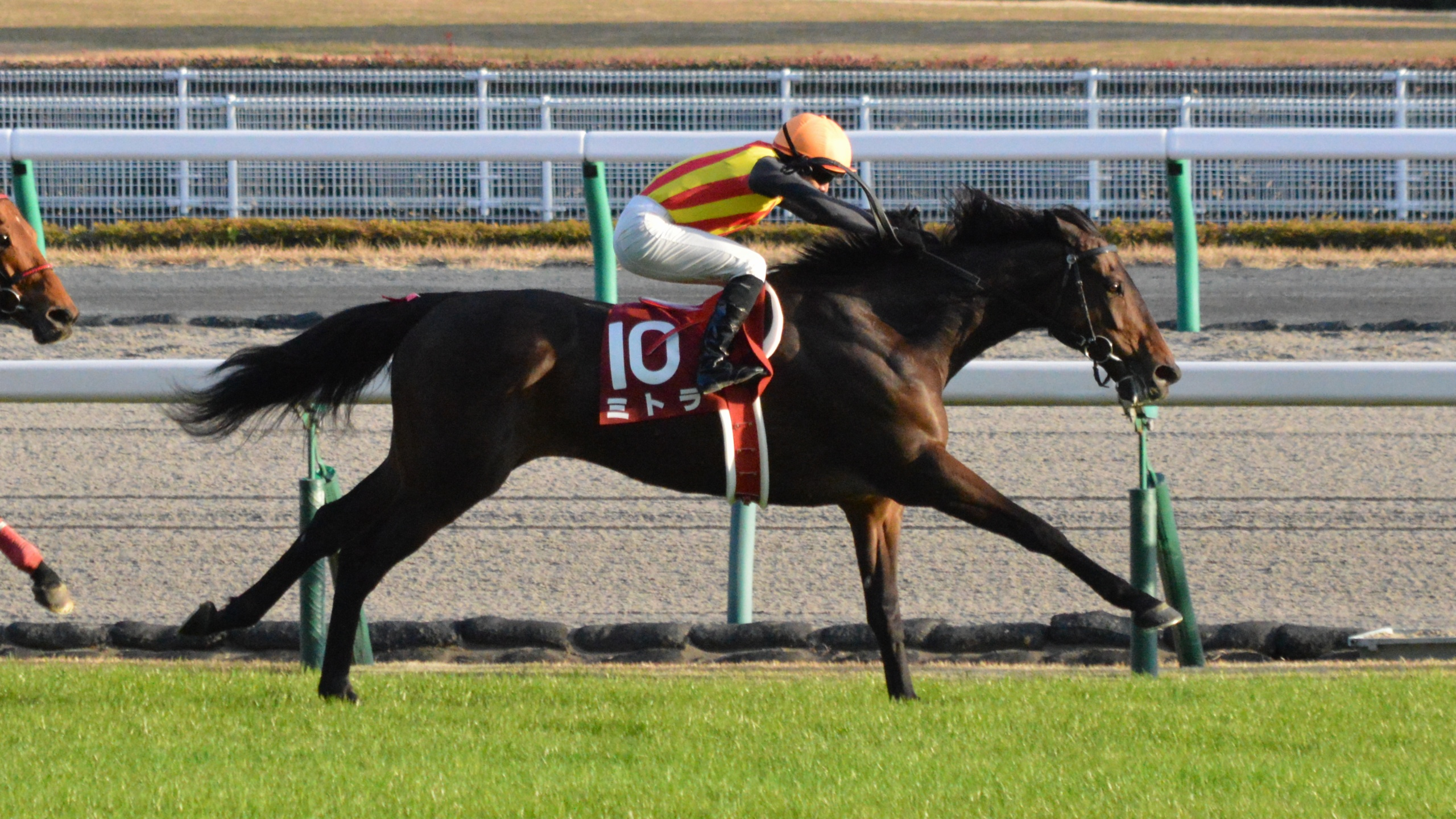
ミトラ

- ダンスパートナー（優駿牝馬、エリザベス女王杯、京阪杯）
- フラワーパーク（高松宮杯、スプリンターズステークス、シルクロードステークス）

グレード制重賞競走優勝馬
- スカーレットブーケ（札幌3歳ステークス、クイーンカップ、京都牝馬特別、中山牝馬ステークス）
- エリザベスローズ（セントウルステークス）
- エクセレンスロビン（新潟3歳ステークス）
- メローフルーツ（札幌3歳ステークス）
- マックロウ（京都記念）
- デモリションマン（新潟ジャンプステークス）
- ポップロック（目黒記念2回）
- サンバレンティン（福島記念、七夕賞）
- ミトラ（金鯱賞、福島記念）
- ムスカテール（目黒記念）
- エピセアローム（セントウルステークス、小倉2歳ステークス）
- クリーバレン（新潟ジャンプステークス）
- テトラドラクマ（クイーンカップ）
- メドウラーク（七夕賞、阪神ジャンプステークス）
- アウィルアウェイ（シルクロードステークス）
- オールアットワンス（アイビスサマーダッシュ2回）
- アイスジャイアント（JBC2歳優駿）
- ヴィブラフォン（神奈川記念）

#### 吉田晴哉名義
グレード制重賞競走優勝馬
- ディバインフォース（ステイヤーズステークス）